# Ozyptila umbraculorum
Ozyptila umbraculorum es una especie de araña cangrejo del género Ozyptila, familia Thomisidae.

## Distribución
Esta especie se encuentra en Portugal, España y Francia.